# لوبینیا (استان اوپوله)
لوبینیا (به لهستانی: Lubienia) یک منطقهٔ مسکونی در لهستان است که در گمینا پوپیلوو واقع شده‌است. لوبینیا ۴۰۸ نفر جمعیت دارد.